# Клеменс Єккель
Клеменс Єккель (нім. Clemens Jaeckel; 25 вересня 1887, Арвайлер — 1 лютого 1968, Бад-Ноєнар-Арвайлер) — німецький медик, генерал-лейтенант медичної служби вермахту. Кавалер Німецького хреста в сріблі.

## Звання
- Лейтенант медичної служби (6 серпня 1914)
- Гауптман  медичної служби (1 грудня 1920)
- Майор медичної служби (1 лютого 1930)
- Оберстлейтенант медичної служби (1 липня 1934)
- Оберст медичної служби (1 червня 1936)
- Генерал-майор медичної служби (1 квітня 1940)
- Генерал-лейтенант медичної служби (1 квітня 1942)

## Нагороди
- Почесний хрест ветерана війни з мечами
- Медаль «За вислугу років у Вермахті» 4-го, 3-го, 2-го і 1-го класу (25 років)
- Хрест Воєнних заслуг 2-го і 1-го класу з мечами
- Німецький хрест в сріблі (13 квітня 1943)